# خافيير هيرفاس
خافيير هيرفاس (بالإسبانية: Javi Hervás)‏ هو لاعب كرة قدم إسباني، ولد في 9 يونيو 1989 في قرطبة في إسبانيا. لعب مع نادي إشبيلية ونادي إيركوليس ونادي بريزبان رور ونادي ساباديل ونادي قرطبة.

## وصلات خارجية
- خافيير هيرفاس على موقع قاعدة بيانات كرة القدم.إي يو (الإنجليزية)
- خافيير هيرفاس على موقع Soccerway.com (الإنجليزية)
- خافيير هيرفاس على موقع AS.com (الإسبانية)